# Żytnia Skała
Żytnia Skała – ostaniec na wierzchowinie Wyżyny Olkuskiej w miejscowości Bębło w województwie małopolskim, w powiecie krakowskim, w gminie Wielka Wieś. Skała położona jest na łąkach po południowej stronie drogi krajowej nr 94 i jest z niej widoczna. Znajduje się w granicach Parku Krajobrazowego Dolinki Krakowskie. Z drogi asfaltowej przez Bębło prowadzi do niej pomiędzy domami nieznakowana droga szutrowa.
Ostaniec ten objęty jest ochroną w formie dwóch pomników przyrody ustanowionych w 1970 roku.
U południowych podnóży Żytniej Skały zamontowano tablicę informacyjną Małopolskiego Szlaku Geoturystycznego. Podaje ona, że skała zbudowana jest z wapieni pochodzących z okresu późnej jury. Wówczas teren ten był dnem morza, na którym osadzały się wapienne szkielety żyjących w nim zwierząt. Skała jest intruzją twardych wapieni skalistych, które na dnie morza nie uległy erozji i utworzyły wyniosłości. Spowodowana tym wzmożona cyrkulacja wody na ich zboczach przyczyniła się do lepszego dostarczania składników pokarmowych i bujnego rozwoju gąbek krzemionkowych i sinic. Tworzyły on budowle podobne do raf koralowych.
Południowe stoki Żytniej Skały są zwietrzałe i podsypane rumoszem skalnym, północne podcięte są pionową ścianą. W Żytniej Skale są dwie jaskinie i 6 schronisk: Jaskinia pod Agrestem, Jaskinia w Żytniej Skale Górna, Schronisko Dolne w Żytniej Skale, Schronisko Małe w Żytniej Skale, Schronisko nad Dolnym w Żytniej Skale, Schronisko Przechodnie w Żytniej Skale, Schronisko Wysokie w Żytniej Skale, Schronisko za Stodołą w Żytniej Skale. Archeolodzy w namuliskach trzech schronisk znaleźli szczątki plejstoceńskich zwierząt i niewielką liczbę krzemiennych narzędzi z górnego paleolitu. Schroniska te były więc zamieszkiwane przez ludzi w okresie paleolitu, ale także później – znaleziono bowiem fragmenty ceramiki tzw. lendzielskiej i promienistej, pochodzące z wczesnego średniowiecza. W archeologii schroniska te znane są pod nazwą Jaskinia Żytnia.
Wierzchołek Żytniej Skały stanowi dobry punkt widokowy. Po przeciwnej stronie drogi nr 94 widoczne są z niego m.in. Duże Skałki z nieczynnym kamieniołomem i piecem do wypalania wapieni.
Wspinacze skałkowi Żytnią Skałę nazywają Żytnimi Skałami. Na jej północnej ścianie o wysokości 10–14 m są 34 drogi wspinaczkowe o zróżnicowanym stopniu trudności (V+ – VI.4 w skali trudności Kurtyki). Niemal wszystkie mają zamontowaną asekurację (3-6 ringów i stanowiska zjazdowe).

## Galeria

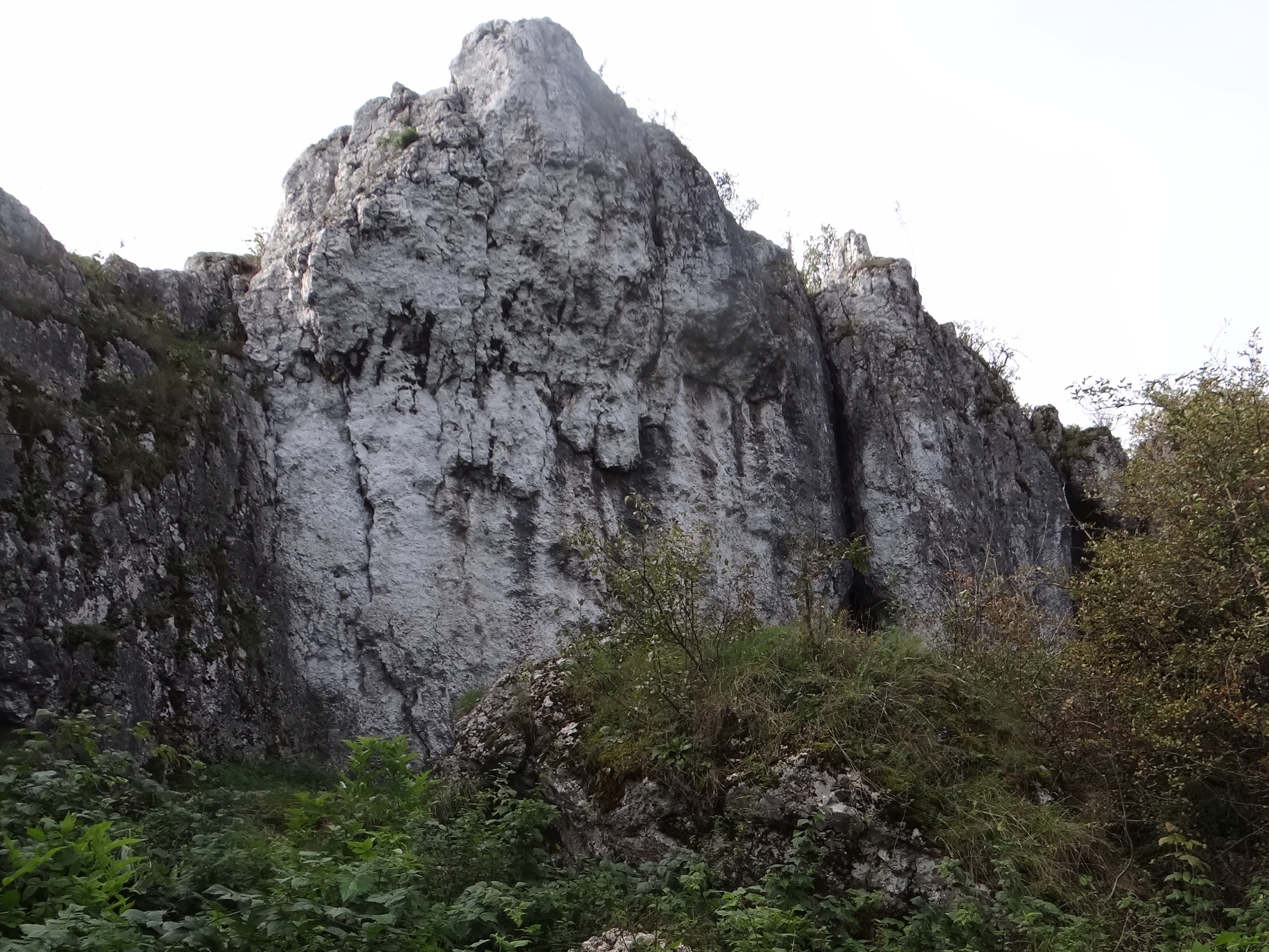
Ściana północna
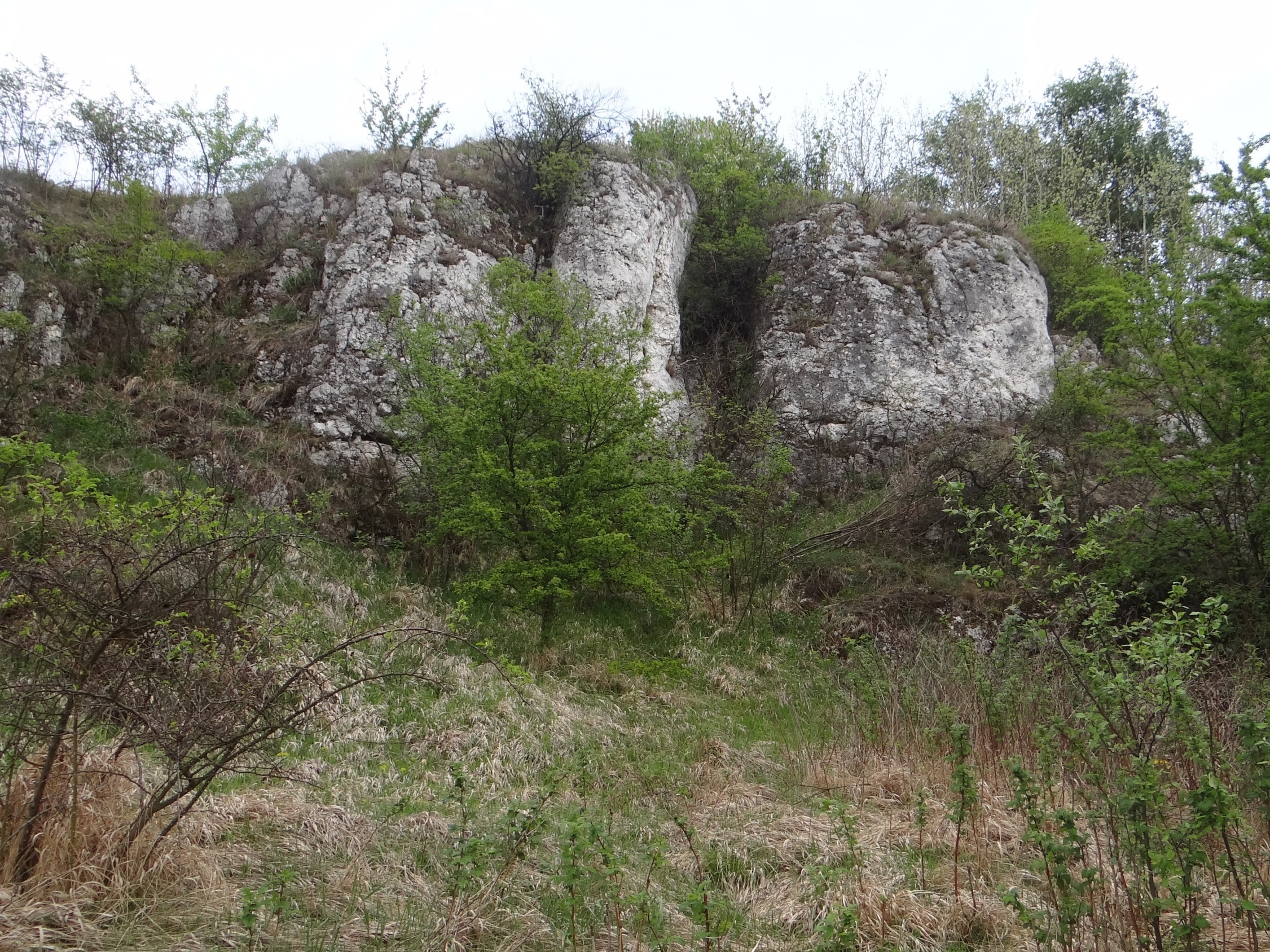
Ściana południowa
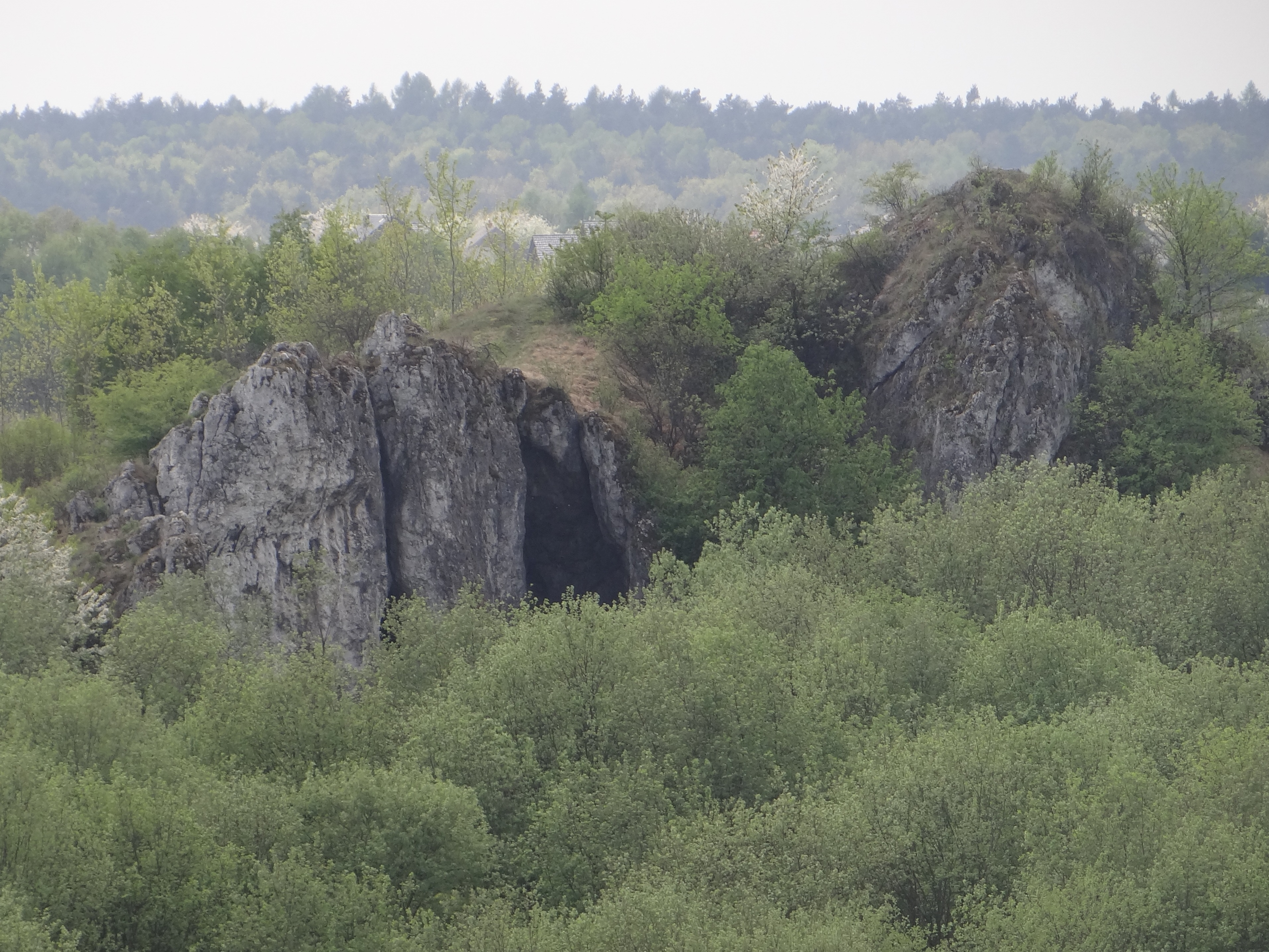
Ściana północna
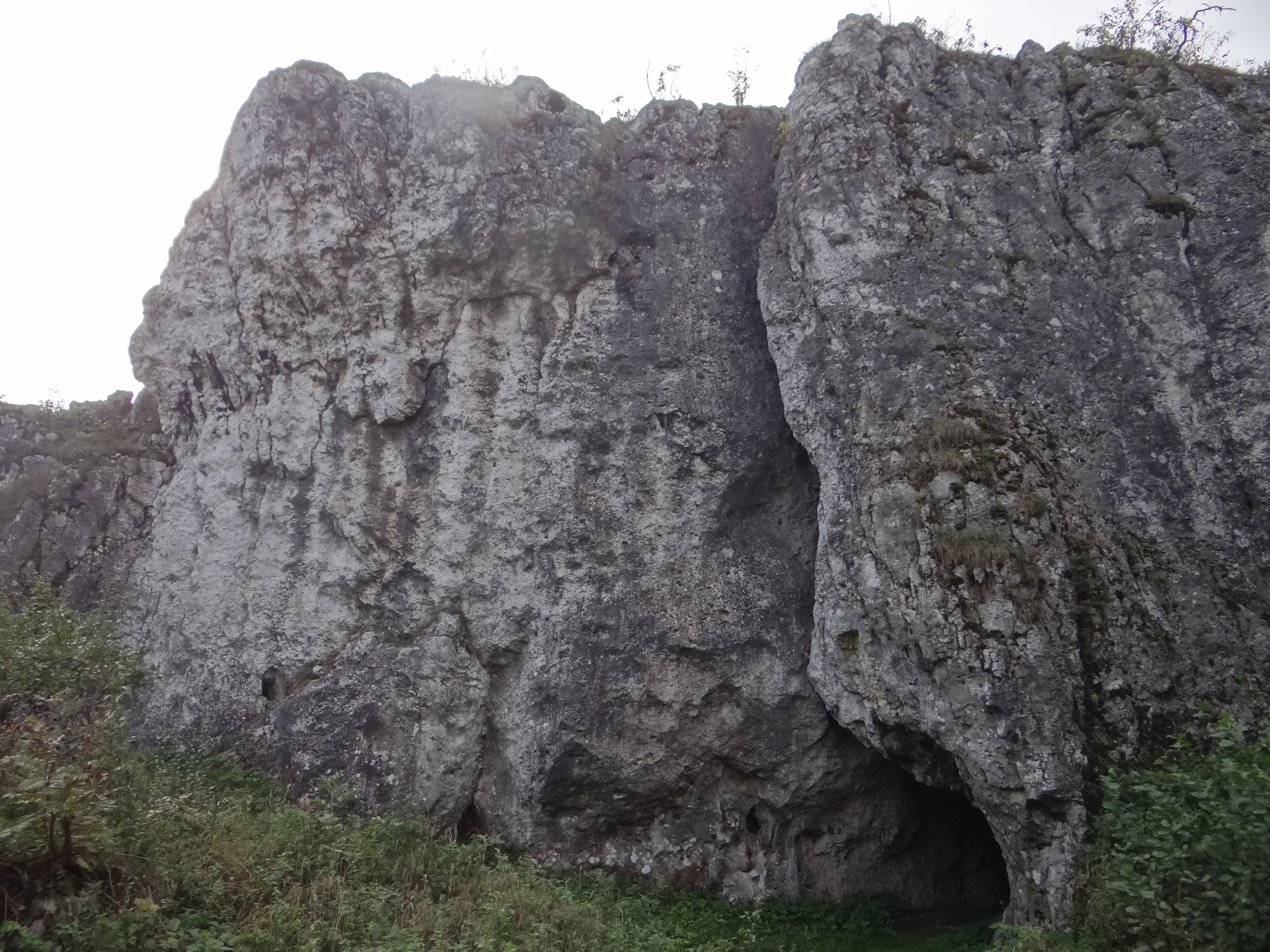
Ściana północna
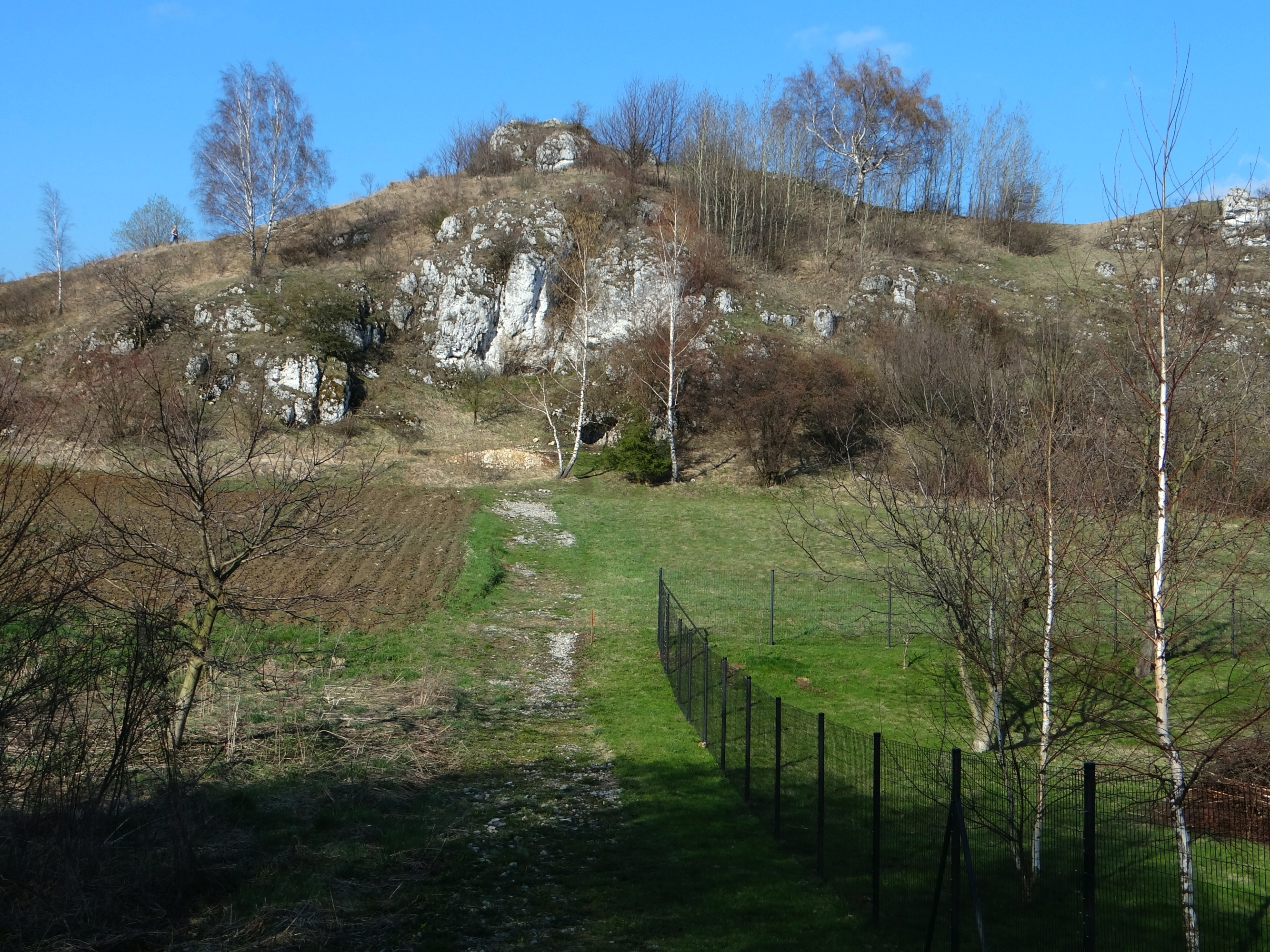
Widok od południa